# Liste des commanderies templières en Poméranie occidentale
Cette liste recense les commanderies et maisons de l'Ordre du Temple qui ont existé en Poméranie occidentale (liste non exhaustive).

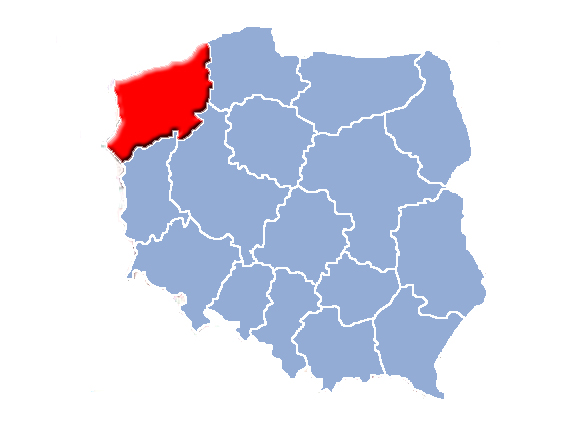
voïvodie de Poméranie en Pologne

## Faits marquants et Histoire

Blason de la Poméranie

L'organisation territoriale des templiers était divisée en provinces et cette région qui correspondait au XIIIe siècle au Duché de Poméranie-Stettin (Szczecin) faisait partie de la province d'Allemagne. 
1232 marque le début de l'expansion de l'ordre dans l'actuelle Pologne lorsque Ladislas Odonic, Duc de Grande-Pologne leur octroie des biens à Chwarszczany (Quartschen). Barnim Ier le Bon fit également don des terres où la commanderie de Rurka fut construite.

## Commanderies
| Commanderie          | Ville actuelle (ou à proximité)            | Observations               |
| -------------------- | ------------------------------------------ | -------------------------- |
| Chwarszczany         | Chwarszczany                               | , Domus Templi de Quartzan |
| Czaplinek            | Czaplinek                                  | ,                          |
| Dargomyśl            | Dargomyśl (Myślibórz) ou Dargomyśl (Łobez) | ,                          |
| Soldin               | Myślibórz                                  | ,                          |
| Rurka                | Banie                                      | ,                          |
| Cron (Deutsch Krone) | Wałcz                                      | ,                          |

| Localisation en Poméranie occidentale (Liens vers les articles correspondants) |
| ------------------------------------------------------------------------------ |
| \| Lubusz Chwarszczany Czaplinek Soldin Rurka Cron Szczecin \|                 |
| Lubusz Chwarszczany Czaplinek Soldin Rurka Cron Szczecin                       |

### Possessions douteuses ou à vérifier
- Les fiefs de Rörich[N 4], Swobnica (Wildenbruch)[12] et Stargard Szczeciński (Pausin)[13] mentionnés dans un ouvrage du XVIIe siècle[14]. Bien que l'information soit reprise par certains auteurs, tous s'appuient sur ce seul ouvrage comme source. Celui-ci mentionne une donation de Sigismond (Sigewin), évêque de Cammin (de 1202 et 1217)[N 5].